# Injeolmi

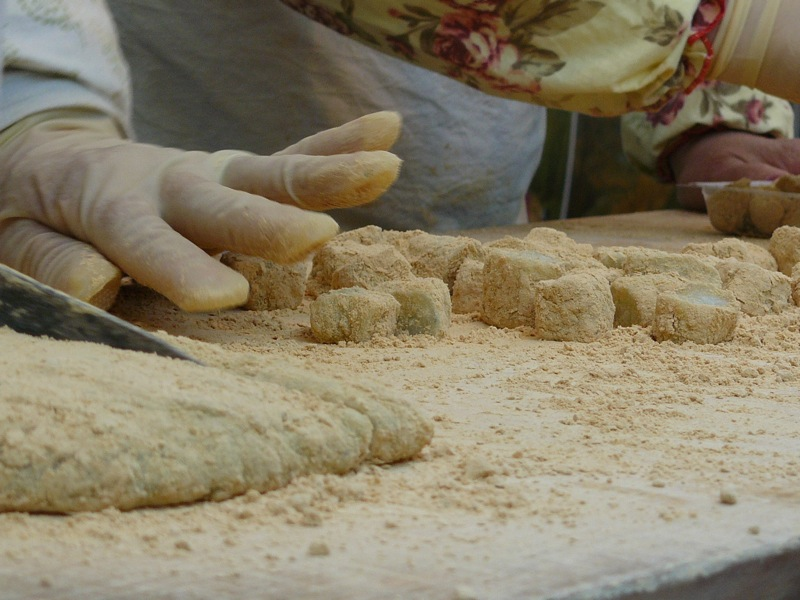
Krojenie gotowej masy

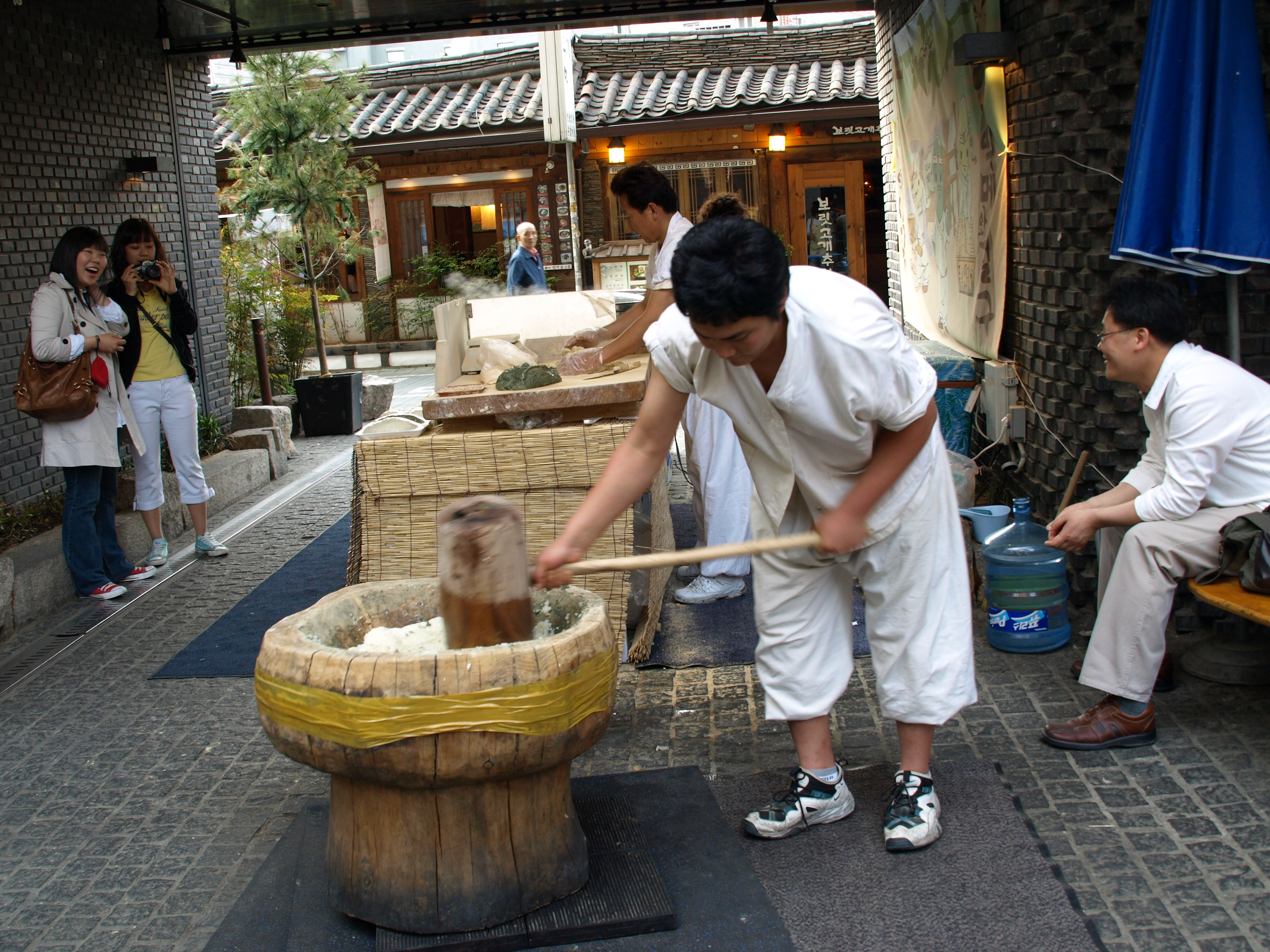
Ubijanie masy

Injeolmi (kor. 인절미, wym. indʑʌlmi) – tradycyjne danie koreańskie przyrządzane z mąki ryżu kleistego (słodkiej mąki ryżowej); rodzaj bitego ciasta tteok.

## Składniki
Główne składniki to mąka ryżu kleistego, woda, a także sól, mączka ze sfermentowanej soi lub posiekane orzeszki piniowe, oraz niekiedy miód lub cukier.

## Przygotowanie

### Tradycyjne
Na początku mąkę ryżu kleistego zmieszaną z solą i wodą tradycyjnie gotuje się na parze. Następnie, by zwiększyć kleistość ciasta ubija się je w ceramicznej wazie za pomocą drewnianego młota. Z tak przygotowanej masy formuje się placek o grubości około półtora centymetra, obtacza się w mączce sojowej, a następnie kroi się w prostokątne paski o wymiarach koło pięć na trzy centymetry. Następnie obtacza się je jeszcze raz. Opcjonalnie podczas układania ciastka są słodzone.

### Współczesne
Coraz częściej dla zaoszczędzenia czasu zamiast gotowania na parze korzysta się z kuchenki mikrofalowej, ale wymaga to dodatkowego zamieszania masy mniej więcej w połowie czasu.

## Znaczenie
W kulturze koreańskiej jest to najpopularniejsze ciasto ryżowe. Robione jest zazwyczaj na święta i specjalne okazje. Tradycyjnie injeolmi przyrządza się w wigilię nowego roku, a także daruje nowożeńcom – kleiste, ciągnące się ciasto ma „skleić” małżonków na zawsze.